# Baranyai Lőrinc
Baranyai Lőrinc (Tokod, 1941. május 25. –) magyar politikus, országgyűlési képviselő.

## Életpályája
Szülei: Baranyai Lőrinc (1902–1952) és Gyalai Etelka (1912-?) voltak. Az általános iskolát Tokodaltárón végezte el. Ezután a péliföldi vájáriskolában folytatta tanulmányait. 1957-ben vájár képesítést szerzett. 1958-tól Tatabányán, a Bányaipari Aknászképzõ Technikumban tanult, 1962-ben kapott technikusi oklevelet. 1962–1964 között Tatán sorkatonai szolgálatot teljesített. 1962–1968 között a Dorogi Szénbányáknál vájárként, 1968–1989 között aknászként dolgozott. 1989–1995 között magánvállalkozóként tevékenykedett: 1989–1994 között a Champion Kft., 1990–1995 között a Qualitás Kft. tulajdonosa volt. 1993–1995 között rokkantnyugdíjas volt. 1995-től a Komárom-Esztergom Megyei Horgászegyesületek Szövetségének elnöke. 1995-től az esztergomi Egom-com Kft. igazgatótanácsának tagja. 1996-tól az Összefogás a Gyermekekért Alapítvány kuratóriumának elnöke.

### Politikai pályafutása
1966–1989 között az MSZMP tagja volt. 1978–1989 között az MSZMP nagyüzemi bizottságának titkára volt. 1989 óta az MSZP tagja. 1990-től az MSZP városi szervezetének elnöke. 1994–1998 között országgyűlési képviselő (Komárom-Esztergom megye) volt. 1995–1998 között a Honvédelmi bizottság tagja volt. 1998-ban a Tiszta Közéletért Szövetség dorogi polgármesterjelöltje volt. 2002–2010 között Dorog alpolgármestere volt. 2002-től a Komárom-Esztergom Megyei Közgyűlés tagja.